# مکتب ادبی

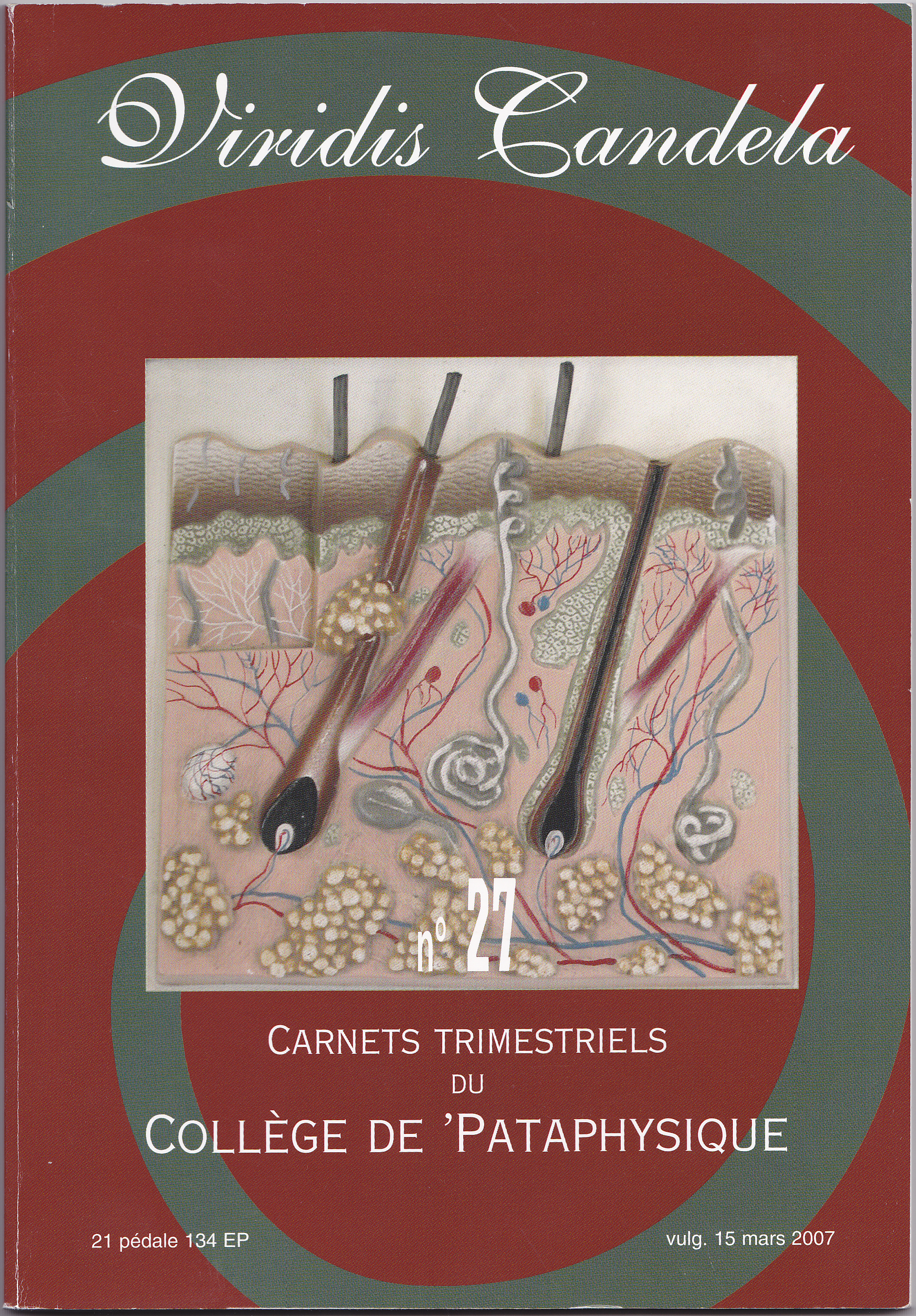
جلد شماره 27 اختصاص به مو. Estates General of the Poil از ۳۰ مارس تا ۱ آوریل ۲۰۰۷ در کاخ توکیو در پاریس برگزار شد.

مکتب ادبی (به انگلیسی: Literary school) به‌معنای مجموعهٔ جنبش‌ها، سنت‌ها، هنجار‌ها، اندیشه‌ها، نظریه‌ها و ویژگی‌هایی است که به دلیل‌های اجتماعی، سیاسی یا فرهنگی در دوره‌ای خاص در ادبیات یک یا چند کشور نمود پیدا کرده‌اند. مکتب ادبی معمولاً در آثار گروهی از نویسندگان و شاعران رخ می‌دهد و باعث تمایز آن‌ها در سبک، از شاعران و نویسندگان دیگر می‌شود. هر مکتب با پیروانی که برای خود می‌یابد دوره‌ای ویژه (کوتاه یا بلند) را می‌پیماید و سپس بازمی‌ایستد. معمولاً پایه‌گذاران هر مکتب خودشان نیز از مشخصه‌های آثارشان آگاه نیستند و دیگران شیوه‌های هنری آنان را مشخص و معرفی می‌کنند. البته این اصل شامل همه مکتب‌ها نمی‌شود زیرا مکتب‌هایی هم بوده‌اند که بنیانگذاران آن‌ها دانسته و با تصمیمی آگاهانه بیانیه‌ای دربارهٔ مکتب خود صادر کرده‌اند؛ پیش از آن‌که شیوه‌ای تازه در نگارش آثار ادبی در پیش گیرند؛ مانند سوررئالیستها و دادائیستها.
باید توجه کرده که نباید مکتب را با سبک اشتباه گرفت؛ مکتب باید دارای ایده و اندیشه نو، بکر و اصلی باشد، اندیشه‌ای که صاحب‌نظر آن فقط بنیان‌گذار مکتب باشد، نه این‌که از مکاتب پیشین خود به‌گونه آشکار تقلید کند، یا این‌که مکاتب پیشین را احیا کند. اما اندیشه در سبک می‌تواند پیرو اندیشه‌های گذشته باشد و از آن‌ها تقلید کند یا آن‌ها را احیا کند.
ویژگی‌های هر مکتب ادبی، رفته‌رفته در آثار ادبی مربوط به آن مکتب نمود پیدا می‌کند. هر مکتب ادبی شکل دگرگون‌یافته مکتب پیش از خود (ابداع) یا واکنش و طغیانی در برابر آن است (بدعت)؛ از همین رو، می‌توان گفت که هیچ مکتبی بدون مقدمه پیدا نمی‌شود و ردّی از ویژگی‌های بیشتر مکتب‌های ادبی را در آثار ادبی پیش از آن می‌توان یافت. مهم‌ترین عامل پیدایش هر مکتب ادبی، نوع نگرشی است که ادیبان هر دوره به زندگی و دنیای پیرامون خویش دارند. در نتیجهٔ همین نگرش است که بیان هنری، شکل‌های گوناگونی می‌یابد و تغییرهایی در به‌کارگیری زبان و شیوهٔ کاربرد واژگان پیش می‌آید.
شرایط و اوضاع اجتماعی، سیاسی، اقتصادی یا فرهنگی در ایجاد یا تغییر مکتب‌های ادبی تأثیر غیرقابل انکاری دارند. مکتب‌هایی کاملاً متفاوت و تقریباً هم‌زمان با هم سر برآورده‌اند و در کنار یکدیگر رشد کرده‌اند؛ مانند سمبولیسم (نمادگرایی) و رئالیسم (واقع‌گرایی).
به همین دلیل است که گاه هم نسبت دادن کامل یک شاعر یا نویسنده به مکتبی خاص، دشوار و تا حدی ناممکن است.
شاعران و نویسندگانی بوده و هستند که در دورهٔ فعالیت‌های ادبی، گرایش‌های گوناگون به مکتب‌های مختلف داشته‌اند، مانند ولفگانگ گوته، نویسنده و شاعر آلمانی؛ (۱۷۹۴ – ۱۸۳۲) که می‌توان او را هم در شمار رمانتیک‌ها دانست و هم در زمرهٔ کلاسیک‌ها». (انوشه: ۱۳۷۶: ص ۱۲۶۵)
از اواخر سدهٔ نوزدهم میلادی اثرگذاری و اثرپذیری‌های ادبی سرعت زیادی یافته‌است و علت این امر را می‌توان در چند مورد جستجو کرد: توسعهٔ روابط فرهنگی – اجتماعی، گسترش شتابندهٔ افکار و اندیشه‌های اجتماعی – سیاسی و آشنایی روزافزون ملت‌ها با زبان و ادبیات یکدیگر؛ که این امر باعث کوتاهی عمر مکتب‌های ادبی و آمیختن آن‌ها با یکدیگر شده‌است؛ اما رگه‌هایی از این‌گونه مکتب‌ها را در مکتب‌هایی که سال‌ها پس از آن‌ها سر برآورده‌اند، می‌توان مشاهده کرد.

## انواع مکاتب ادبی
این فهرست جدولی از جنبش‌های ادبی مدرن است: جنبش‌های پس از ادبیات رنسانس. ترتیب نویسندگان در هر ردیف بر اساس تاریخ تولد نوشته شده‌است.
| مکتب                     | شرح | نویسندگان قابل‌توجه |
| ------------------------ | --- | --- |
| ادبیات رنسانس            | ادبیات جنبش رنسانس که با تلفیق روح اومانیسم رنسانس در قرن چهاردهم ایتالیا پدید آمد و تا اواسط قرن هفدهم در انگلستان ادامه یافت، متحد شد. | پترارک، جیووانی بوکاچو، باپتیستا مانتوانوس، یاکوپو سانازارو، نیکولو ماکیاولی، لودوویکو آریوستو، فرانسوا رابله، خورخه دو مونته مور، میگل د سروانتس، توماس ویات، ادموند اسپنسر، ویلیام شکسپیر، گئورگ رودولف وهر                  |
| تکلف‌گرایی (منریسم)       | یک جنبش و سبک قرن شانزدهم که در اواخر رنسانس ایتالیا ظهور کرد. شیوه‌گرایی در ادبیات به‌دلیل سبک ظریف، شکوفا و پیچیدگی فکری آن قابل توجه است. | میکل آنژ، کلمان مرو، جووانی دلا کاسا، جووانی باتیستا گوارینی، تورکواتو تاسو، ورونیکا فرانکو، میگل د سروانتس |
| پترارشیزم                | جنبشی در قرن شانزدهم از پیروان سبک پترارک، که تا حدی با تکلف‌گراییمطابقت دارد. | پیترو بمبو، میکل آنژ، ملین دو سنت ژله، ویتوریا کولونا، کلمان مرو، گارسیلاسو دو لا وگا، جووانی دلا کاسا، توماس ویات، هنری هاوارد، یواخیم دو بله، ادموند اسپنسر، فیلیپ سیدنی                                                     |
| باروک                    | یک جنبش هنری پان-اروپایی قرن هفدهم که جایگزین روش‌گرایی شد و چندین مکتب ادبی به‌ویژه در اوایل قرن هفدهم را دربر گرفت. باروک با استفاده از تزئینات، استعاره و بازی با کلمات مشخص می‌شود. | جیامباتیستا مارینو، لوپه د وگا، جان دان، وینسنت وویچر، پدرو کالدرون د لا بارکا، ژرژ و مادلین د اسکودری، گئورگ فیلیپ هارسدورفر، جان میلتون، آندریاس گریفیوس، کریستین هافمن فون هافمن والداو، هانس یاکوب ریمل کریستوفل فون گرافل |
| مارینیسم                 | این مکتب شعر باروک ایتالیایی در قرن هفدهم و تکنیک‌های جاامباتیستا مارینو و پیروانش بر اساس استفاده از استعاره‌ها و توصیف‌های فاخر بود. | جیامباتیستا مارینو، چزاره رینالدی، بارتولومئو تورتولتی، امانوئل تسائورو، فرانچسکو پونا، فرانچسکو ماریا سانتینلی |
| مفهوم‌گرایی               | جنبش باروک قرن هفدهم در ادبیات اسپانیایی، شبیه به مارینیسم | فرانسیسکو دی کوئودو، بالتاسار گراسیان |
| کولترانیزمو              | یکی دیگر از جنبش‌های باروک اسپانیایی قرن هفدهم، بر خلاف مفهوم‌گرایی، که با واژگانی زینتی، خودنمایی و نحو بسیار لاتین مشخص می‌شود. | لوئیس د گونگورا، هورتنسیو فلیکس پاراویچینو، کونده دی ویلا مدیانا، خوانا اینس د لا کروز |
| پرسیسوسس                 | ویژگی‌های اصلی این جنبش باروک فرانسوی قرن هفدهمی، شبیه به فرهنگ‌گرایی اسپانیایی و سرخوشی انگلیسی، زبان نثر و شعر ظریف سالن‌های اشرافی، عبارات حاشیه‌ای، هذل‌گویی و جناس با مضمون عشق شجاعانه است. | وینسنت وویچر، ژان لویی گوئز دو بالزاک، چارلز کوتین، آنتوان گودو، مادلین دو اسکودری، آیزاک دو بنسراد، پل پلیسون، مادام دوآلنوی، هنریت ژولی دو مورات                                                                             |
| شاعران متافیزیکی         | سبکی در مدرسه باروک انگلیسی قرن هفدهم با استفاده از استعاره‌های زیاد، و اغلب در مورد مذهب | جان دان، جورج هربرت، اندرو مارول |
| شاعران سواره‌نظام         | شاعران سلطنتی باروک انگلیسی قرن هفدهم، که عمدتاً در مورد عشق درباری می‌نوشتند، به نام پسران بن (پس از بن‌جانسون) | ریچارد لاولیس، ویلیام داونانت |
| یوفوییسم                 | یک سبک عجیب و غریب از نثر انگلیسی باروک، که به طرز غنی با سؤالات بلاغی تزئین شده‌است | توماس لاج، جان لیلی |
| کلاسیسیسم                | یک جنبش فرهنگی غربی در قرن هفدهم تا هجدهم که تا حدی با باروک هم‌زیستی داشت، با عصر روشنگری مصادف شد و از آثار ادبیات کلاسیک یونان باستان و لاتین الهام گرفت. | پیر کورنیل، مولیر، ژان راسین، جان درایدن، ویلیام ویچرلی، ویلیام کنگرو، جاناتان سویفت، جوزف آدیسون، الکساندر پوپ، ولتر، کارلو گولدونی                                                                                           |
| داستان آماتوری           | داستان‌های رمانتیک محبوب در حدود ۱۶۶۰ تا ۱۷۳۰؛ به‌دلیل پیشی گرفتن از شکل رمان مدرن و شناساندن چندین نویسنده برجسته زن قابل‌توجه است | الیزا هیوود، دلاریویر مانلی، آفرا بن |
| عصر آگوست                | جنبش ادبی قرن ۱۸، بر اساس آرمان‌های کلاسیک، طنز و شک | الکساندر پوپ، جاناتان سوییفت |
| سانتیمانتالیسم           | به‌عنوان پاسخی به احساس‌گرایی در فلسفه، احساس‌گرایی ادبی در قرن هجدهم پدید آمد. در انگلستان قرن هجدهم، رمان احساساتی یک ژانر ادبی اصلی بود. این جنبش یکی از ریشه‌های رمانتیسم بود | ادوارد یانگ، جیمز تامسون، لارنس استرن، توماس گری، ژان ژاک روسو، فردریش گوتلیب کلپشتوک |
| ادبیات گوتیک             | داستان‌های ترسناک از دهه ۱۷۶۰ وجود داشت. و معمولاً فضایی کلاستروفوبیک دارد. عناصر اصلی داستان عبارتند از آزار و شکنجه انتقام‌جویانه، زندانی کردن و قتل با علاقه به ماوراءطبیعی و خشونت. | هوراس والپول، کلارا ریو، آن رادکلیف، برام استوکر، هارپر لی، ادگار آلن پو، مری شلی |
| رمانتیسم                 | جنبش قرن ۱۹ (حدود ۱۸۰۰ تا ۱۸۶۰) که بر احساسات و تخیل تأکید داشت، نه منطق و اندیشه علمی. و پاسخی به روشن‌گری بود | نووالیس، مری شلی، ویکتور هوگو، لرد بایرون، کامیلو کاستلو برانکو، آدام میتسکیه‌ویچ، خوزه دی آلنکار |
| دارک رمانتیسم            | سبکی در رمانتیسم که انسان را ذاتاً گناه‌کار و خودویرانگر و طبیعت را نیرویی تاریک و مرموز می‌یابد | هافمن، کریستین هاینریش اسپیس، لودویگ تیک، ادگار آلن پو، ناتانیل هاوثورن، هرمان ملویل، ادوین آرلینگتون رابینسون |
| رمانتیسم آمریکایی        | متمایز از رمانتیسیسم اروپایی، فرم آمریکایی کمی دیرتر پدیدار شد، بیشتر در ادبیات داستانی بود تا شعر، و آگاهی از تاریخ، و به‌ویژه تاریک‌ترین جنبه‌های تاریخ آمریکا را در خود جای داد | واشینگتن ایروینگ، ناتانیل هاثورن، امبروز بیرس |
| انجمن برادری پیشارافائلی | این جنبش در سال ۱۸۴۸ تأسیس شد و جنبشی انگلیسی بود که ظاهراً بر اساس ابداعات رافائل بود. بسیاری هم از فعالان این جنبش هم نقاش بودند و هم شاعر | دانته گابریل روزتی، کریستینا روستی |
| تعالی‌گرایی               | از جنبش آمریکایی اواسط قرن نوزدهم: شعر و فلسفه مربوط به خوداتکایی، استقلال از فناوری مدرن | رالف والدو امرسون، هنری دیوید ثورو |
| واقع‌گرایی                | جنبش اواسط قرن نوزدهم مبتنی بر ساده‌سازی سبک و تصویر و علاقه به فقر و دغدغه‌های روزمره | گوستاو فلوبر، ویلیام دین هاولز، استاندال، اونوره دو بالزاک، لئو تولستوی، فئودور داستایوفسکی، آنتون چخوف، فرانک نوریس، ماشادو د آسیس، اکا د کی‌روش                                                                               |
| ناتورالیسم               | اواخر قرن ۱۹. طرف‌داران این جنبش معتقدند وراثت و محیط، افراد را کنترل می‌کند | امیل زولا، استفان کرین، گی دو موپاسان، هنریک ایبسن، آلویزیو آزودو |
| وریسم                    | وریسم از طبیعت‍گرایی و رئالیسم مشتق شده‌است که در ایتالیای پس از اتحاد آغاز شد. ادبیات وریسم از رشد دقیق شخصیت مبتنی بر روان‌شناسی، و به قول جووانی ورگا «علم قلب انسان» استفاده می‌کند. | جووانی ورگا، لوئیجی کاپوآنو، ماتیلده سرائو، گراتزیا دلدا |
| واقع‌گرایی اجتماعی        | نوعی رئالیسم که نباید با رئالیسم سوسیالیستی اشتباه شود. مشکلات اجتماعی-سیاسی و موقعیت‌های داخلی طبقه کارگر را به تصویر می‌کشد. برخی از حرکات آن عبارتند از: - ادبیات پرولتریایی - مردان جوان خشمگین | برنارد شاو، ماکسیم گورکی، تئودور درایزر، یاروسلاو هاشک، لو سون، گو مورو، یوشیکی هایاما، کنت فیرینگ، جان آزبرن، کینگزلی آمیس، استن بارستو                                                                                       |
| واقع‌گرایی سوسیالیستی     | رئالیسم سوسیالیستی زیرمجموعه‌ای از هنر رئالیستی است که بر ارزش‌های کمونیستی و تصویر رئالیستی تمرکز دارد. در اتحاد جماهیر شوروی توسعه یافت و به‌عنوان سیاست دولتی توسط جوزف استالین در سال ۱۹۳۴ تحمیل شد، اگرچه نویسندگان سایر کشورهای سوسیالیستی و اعضای حزب کمونیست در کشورهای غیرسوسیالیستی نیز در این جنبش شرکت کردند. | ماکسیم گورکی، نیکولای اوستروفسکی، میخائیل شولوخوف، لو ژون، تاکیجی کوبایاشی، مایک گلد |
| واقع‌گرایی جادویی         | جنبش ادبی‌ای که در آن عناصر جادویی در شرایط واقع‌گرایانه ظاهر می‌شوند. با رواج ادبیات آمریکای لاتین در قرن بیستم مرتبط است | گابریل گارسیا مارکز، اکتاویو پاز، گونتر گراس، خولیو کورتاسار، صادق هدایت، مو یان، اولگا توکارچوک |
| نئورمانتیک‌گرایی          | این اصطلاح به نویسندگانی اطلاق می‌شود که در مقاطع زمانی مختلف از حدود سال ۱۸۵۰ رئالیسم، ناتورالیسم یا مدرنیسم آوانگارد را رد کرده، رها کرده یا با آن مخالفت کرده‌اند و عناصری از دوران رمانتیسم را در خود جای داده‌اند. | توماس مین رید، ژول ورن، رودیارد کیپلینگ، رابرت لوئیس استیونسون، رافائل ساباتینی، کنوت هامسون، الکساندر گرین، خلیل جبران، جایشانکار پراساد                                                                                      |
| جنبش انحطاط              | در اواسط قرن نوزدهم، این جنبش به زوال اخلاقی اشاره کرد و به‌عنوان عامل سقوط تمدن‌های بزرگ، مانند امپراتوری روم، نسبت داده شد. جنبش انحطاط پاسخی بود به انحطاط درک‌شده در جنبش‌های رمانتیک، طبیعت‌گرا و رئالیستی قبلی در فرانسه در آن زمان. جنبش انحطاط، انحطاط در ادبیات را به حد افراطی می‌رساند، با شخصیت‌هایی که خود را به خاطر لذت تحقیر می‌کنند، و استفاده از استعاره، نمادگرایی و زبان به‌عنوان ابزاری برای مبهم کردن حقیقت به‌جای افشای آن.              | مارک تواین، ویلیام دین هاولز، استیون کرین، تئودور درایزر، مارگارت دلند، جک لندن، جی. دی. سلینجر |
| پارناس                   | گروه شاعران ضدرمانتیک فرانسوی اصیل، که عمدتاً قبل از نمادگرایی در طول دهه‌های ۱۸۶۰–۱۸۹۰ به‌وجود آمدند. | تئوفیل گوتیه، لکونت د لیزل، تئودور د بانویل، فلیچان مدارد فالنسکی، سالی پرودم، خوزه ماریا د هردیا، آلبرتو د اولیویرا، اولاوو بیلاک                                                                                             |
| نمادگرایی                | نمادگرایی که اساساً جنبش فرانسوی فرجام قرن است، توسط مانیفست سمبولیست در سال ۱۸۸۶ مدون شده‌است و به‌جای شکل یا تصویر شاعرانه، بر ساختار اندیشه تمرکز دارد. این جنبش بر شاعران انگلیسی‌زبان مانند ادگار آلن پو و جیمز مریل تأثیر گذاشته‌است | چارلز بودلر، استفان مالارمه، آرتور رمبو، پل والری، موریس مترلینک، هوگو فون هافمانستال، الکساندرو ماکدونسکی، کروز و سوزا |
| نمادگرایی روسی           | فارغ از نمادگرایی اروپای غربی، با تأکید بر عرفان سوفیولوژی و آشنایی‌زدایی پدید آمد. | الکساندر بلوک، والری بریوسوف، آندری بیه‌لی |
| ادبیات نوگرا             | جنبش‌های متنوع، از جمله شعر مدرن، در اواخر قرن نوزدهم سرچشمه گرفت و شامل بدوی‌گرایی، نوآوری یا واکنش به علم و فناوری بود. | جوزف کنراد، کنوت هامسون، گرترود استاین، جیمز جویس، ازرا پاوند، تی اس الیوت، فرناندو پسوآ، کارل چاپک، پیتر وایس، ماریو د آندراده، خوائو گیماراس روزا، رابیندرانات تاگور                                                         |
| ادبیات مهجر              | مکتب مهجر یک جنبش نو رمانتیک در میان نویسندگان عرب‌زبان در قاره آمریکا بود که در آغاز قرن بیستم ظاهر شد. | امین ریحانی، خلیل جبران، نصیب آریده، میخائیل نعیمی، الیا ابومدی، ندرا و عبدالمسیح حداد |
| فوتوریسم                 | یک جنبش آوانگارد، عمدتاً ایتالیایی و روسی، که در سال ۱۹۰۹ توسط مانیفست آینده‌گرایی تدوین شد. آینده‌پژوهان موفق به ایجاد یک زبان جدید بدون علائم نگارشی نحوی و معیارهایی شدند که امکان بیان آزاد را فراهم می‌کرد. | فیلیپو تومازو مارینتی، جیووانی پاپینی، مینا لوی، آلدو پالازسکی، ولیمیر خلبنیکوف، آلمادا نگریروس، ولادیمیر مایاکوفسکی، استانیسلاو مولودوژنیچ، یاروسلاو سیفرت                                                                    |
| آینده‌گری حجمی            | جنبشی درون جنبش آینده‌گرایی روسی با تمرین زائوم، شعر تجربی و آوایی | ولیمیر خلبنیکوف، الکسی کروچیونیخ، ولادیمیر مایاکوفسکی |
| آکمه‌ایسم                 | یک مکتب شعری مدرنیستی روسی که حدود سال ۱۹۱۱ ظهور کرد و در آن نمادها بیان مستقیم را از طریق تصاویر دقیق ترجیح دادند | نیکولای گومیلیف، اوسیپ ماندلشتام، میخائیل کوزمین، آنا آخماتووا، گئورگی ایوانف |
| جریان سیال ذهن           | داستان‌های اوایل قرن بیستم متشکل از بازنمایی‌های ادبی تفکر روزمره، بدون حضور مؤلف | دوروتی ریچاردسون، ویرجینیا وولف، جیمز جویس |
| امپرسیونیسم              | تحت تأثیر جنبش هنر امپرسیونیست اروپا شکل گرفت. این اصطلاح فارغ از توصیف حرکت‌ها بوده و برای یک اثر ادبی استفاده می‌شود که با انتخاب جزئیات برای انتقال تأثیرات حسی به‌جا مانده از یک حادثه یا صحنه مشخص می‌شود. | جوزف کنراد، استیون کرین، ولادیمیر ناباکوف، ویرجینیا وولف |
| اکسپرسیونیسم             | بخشی از جنبش اکسپرسیونیسم، اکسپرسیونیسم ادبی است و نمایش یک جنبش آوانگارد است که از آلمان سرچشمه می‌گیرد و رئالیسم را برای به‌تصویر کشیدن احساسات و افکار ذهنی رد می‌کند. | فرانتس کافکا، آلفرد دوبلین، گوتفرید بن، هاینریش مان، اسکار کوکوشکا |
| تصویرگرایی               | یک گروه مدرنیست انگلیسی‌زبان در سال ۱۹۱۴ بنیان نهادند که در آن شعر بر اساس توصیف‌است تا مضمون، و با شعار «شیء طبیعی همیشه نماد کافی است» | ازرا پاوند، ریچارد آلدینگتون |
| دادائیسم                 | آوانگارد دادا که توسط طرف‌دارانش به‌عنوان ضدهنر معرفی می‌شد، بر خلاف هنجارها و قراردادهای هنری تمرکز کرد. | ژان آرپ، کرت شویترس، تریستان تزارا |
| تخیل‌گرایی                | جنبش شعری آوانگارد پس از انقلاب ۱۹۱۷ روسیه که بر اساس توالی‌هایی از تصاویر جالب و غیرمعمول شعر خلق کرد. | سرگئی یسنین، آناتولی مارینهوف، روریک ایونف |
| نسل گمشده                | اصطلاح «نسل گمشده» به گرترود استاین نسبت داده می‌شود و سپس توسط ارنست همینگوی در متن رمان «خورشید هم‌چنان می‌دمد» و خاطراتش «ضیافت متحرک» رایج شد. به گروهی از سرشناسان ادبی آمریکایی اشاره دارد که از دوره زمانی که پایان جنگ جهانی اول تا آغاز رکود بزرگ در پاریس و سایر بخش‌های اروپا زندگی می‌کردند. | اف. اسکات فیتزجرالد، ارنست همینگوی، ازرا پاوند، والدو پیرس، جان دوس پاسوس |
| رنسانس هارلم             | شاعران، رمان‌نویسان و متفکران آمریکایی آفریقایی‌تبار، که اغلب از عناصر بلوز و فولکلور استفاده می‌کنند، در محله هارلم شهر نیویورک در دهه ۱۹۲۰ مستقر بودند. | لنگستون هیوز، زورا نیل هرستون |
| فراواقع‌گرایی             | یک جنبش فرانسوی بود، که در دهه ۱۹۲۰ توسط آندره برتون با فیلیپ سوپو از دادائیسم و تحت تأثیر نقاشی سوررئالیستی شکل گرفت، و از تصاویر برای نمایش انتظارات رسمی و به تصویر کشیدن ناخودآگاه به‌جای ضمیر خودآگاه استفاده می‌کند (خودکاری) | آندره برتون، فیلیپ سوپو، ژان کوکتو، خوزه ماریا هینوجوزا لاسارته، صادق هدایت، ماریو سزارینی، هاروکی موراکامی |
| آبجکتیویسم               | یک گروه مدرنیست آمریکایی (۱۹۳۰)؛ عینیت‌گرایان شعر را به‌عنوان یک شیء تلقی می‌کردند. آن‌ها بر صداقت، هوشمندی و وضوح بینش شاعر تأکید داشتند | لوئیس زوکوفسکی، لورین نیدکر، چارلز رزنیکف، جورج اوپن، کارل راکوزی، بازیل بانتینگ |
| ادبیات پسااستعماری       | نویسندگان مستعمره‌های سابق کشورهای اروپایی، جنبشی متنوع و ضعیف در ادبیات معاصر، که آثارشان غالباً دارای اتهامات سیاسی است | جامائیکا کینکید، وی اس. نایپل، درک والکات، سلمان رشدی، جیانینا براشی، وول سویینکا، چینوآ آچه‌به |
| ابزوردیسم                | جنبش پوچ‌گرایی در دهه ۱۹۵۰ برگرفته از فلسفه پوچ‌گرایی است، که استدلال می‌کند که زندگی ذاتاً بی‌هدف است و حقیقت و ارزش را زیر سؤال می‌برد. ادبیات پوچ‌گرایانه و تئاتر پوچی اغلب شامل طنز سیاه، طنز، و ناسازگاری است. | ژان پل سارتر، ساموئل بکت، آلبر کامو، گائو شینگجیان |
| رمان نو                  | «رمان‌نویسان جدید» که در دهه ۱۹۵۰ در ادبیات فرانسه ظاهر شدند، عموماً استفاده سنتی از گاه‌شماری، طرح و شخصیت در رمان و همچنین راوی دانای کل را رد کردند و بر بینش ظریف تمرکز کردند. | آلن روب‌گریه، کلود سیمون، ناتالی ساروت، میشل بوتور، رابرت پینگت، مارگریت دوراس، ژان ریکاردو |
| شعر کانکریت              | شعر کانکریت یک جنبش آوانگارد بود که در دهه ۱۹۵۰ در برزیل آغاز شد و مشخصه آن فروکاستن مفهوم کلی شعر بود و زبان جدیدی به نام «کلامی و بصری» ایجاد کرد. | آگوستو د کامپوس، هارولدو د کامپوس، دسیو پیگناتاری |
| نسل بیت                  | جنبش آمریکایی دهه‌های ۱۹۵۰ و ۱۹۶۰ با فرهنگ ضدفرهنگ و ازخودبیگانگی جوانان دغدغه داشت. | جک کرواک، آلن گینزبرگ، ویلیام اس. باروز، کن کیسی، گرگوری کورسو |
| شعر اعترافی              | شعر آمریکایی که در اواخر دهه ۱۹۵۰ ظهور کرد، و خود را به‌عنوان بخشی از زیبایی‌شناسی زیبایی و قدرت ضعف انسان به نمایش می‌گذارد. | رابرت لاول، سیلویا پلات، آلیشیا اوستریکر |
| ادبیات پست‌مدرن           | این جنبش در دهه ۱۹۶۰ ایالات متحده ظهور کرد، به مطلق‌ها شک داشت و تنوع، کنایه، و بازی با کلمات را پذیرفت. | کتی آکر، جان بارت، خورخه لوئیس بورخس، فیلیپ کی. دیک، ویلیام گادیس، آلاسدایر گری، سوبیمال میشا، توماس پینچون، سمیر رویچودری، کرت وانه‌نگت، برت ایستون الیس                                                                       |
| علمی-تخیلی               | نوعی داستان است که در ادبیات، هنر، تلویزیون، بازی ویدئویی، سینما، تئاتر و دیگر رسانه‌ها یافت می‌شود. داستان‌های علمی-تخیلی معمولاً با مفاهیم تخیلی و آینده‌نگرانه همچون علم و فناوری پیشرفته، اکتشاف فضا، سفر در زمان، جهان‌های موازی، حیات فرازمینی، هوش مصنوعی حساس و نیز سایبرنتیک می‌پردازد. شکل‌های خاصی از جاودانگی (مانند بارگذاری ذهن) و تکینگی نامیده شده‌است، ادبیات ایده‌ها، و اغلب پیامدهای بالقوهٔ نوآوری‌های علمی، اجتماعی و فناوری را بررسی می‌کند. | آرتور سی. کلارک، آیزاک آسیموف و رابرت ای. هاین لاین و ال.جی اسمیت |
| نئوفرمالیسم              | جنبش اواخر قرن بیستم و اوایل قرن بیست و یکم در شعر آمریکایی که از بازگشت به شعر سنتی تأکیدی- هجایی حمایت می‌کند. | دانا جویا، ایکس. جی. کندی، برد لیتهاوزر، مولی پیکاک، مری جو سالتر، تیموتی استیل |

## مکاتب ادبی در ادبیات فارسی
در ادبیات فارسی هیچ‌گاه شکوفایی یا افول مکتب‌های ادبی – به آن مفهومی که در ادبیات غرب پیش آمد – نبوده‌است. گفتنی است که بخش عمدهٔ ادبیات نوین ایران برگرفته از ادبیات رئالیستی روسیه است؛ از همین رو بیشتر آثاری که نویسندگان پیشرو ایران پدید آورنده‌اند، جنبهٔ رآلیستی دارند؛ مانند «شوهر آهو خانم» نوشتهٔ علی محمد افغانی. این امر بدان معنا نیست که مکتب‌های پیش از رئالیسم که در اروپا رواج داشتند پیش‌تر در ادبیات فارسی بودند؛ زیرا، همان‌گونه که اشاره شد ادبیات معاصر ایران عمدتاً جولانگاه رئالیسم روسی گردید، با این توضیح که رمانتیسمی که پیش از رئالیسم در روسیه وجود داشت مدت‌ها پیش از ورود رئالیسم به ایران در آثار فارسی رخ نمود.» (همان)
آثار ادبی – به ویژه شعر فارسی– را بر پایهٔ شیوه‌هایی که در دوره‌های گوناگون تاریخ ادبیات ایران به‌وجود آمده‌اند و به اصطلاح سبک نامیده می‌شوند تقسیم‌بندی می‌کنند؛ مانند سبک خراسانی، سبک عراقی و سبک هندی و سبک بازگشت و سبک وقوع.